# Las aventuras de Tom y Jerry
Las aventuras de Tom y Jerry (traducida del título en inglés: Tom and Jerry Tales) es una serie del famoso dúo que componen el gato y el ratón Tom y Jerry. Producida por Warner Bros. Animation y Turner Entertainment Co., es la séptima entrega de la franquicia Tom y Jerry, así como la primera producción de Tom y Jerry que emula los cortometrajes teatrales originales creados por los fundadores de Hanna-Barbera y el ex personal del estudio de dibujos animados Metro-Goldwyn-Mayer. William Hanna y Joseph Barbera para Metro-Goldwyn-Mayer; se emitió originalmente en los Estados Unidos del 23 de septiembre de 2006 al 22 de marzo de 2008 en Kids' WB. Esta es la primera serie de televisión de Tom y Jerry de Warner Bros. Animation después de que la empresa matriz Time Warner comprara Turner Broadcasting System, entonces dueños de la franquicia, en 1996.
Joseph Barbera se desempeñó como productor ejecutivo de la serie antes de su muerte el 18 de diciembre de 2006, lo que lo convirtió en el proyecto final de Tom y Jerry con su participación, y recibió crédito por la historia de algunos episodios de la primera temporada. La serie consta de 26 episodios repartidos en dos temporadas, cada uno de los cuales consta de tres segmentos de 7 minutos con un tema compartido y aproximadamente la misma duración que los cortometrajes teatrales originales. Algunos cortometrajes, como The Karate Guard, se produjeron y completaron en 2005 (lo que explica el sello de derechos de autor de 2005 en los créditos finales de la temporada 1 a pesar de haberse transmitido durante la temporada 2006-2007) como parte de una programación de más de 30 dibujos animados teatrales cancelada hace casi dos años. tras el fracaso financiero de Looney Tunes: De nuevo en acción.

## Reparto
- Don Brown como Tom y Droopy (temporada 1)
  - William Hanna como los gritos adicionales de Tom (solo en grabaciones de audio de archivo utilizadas en varios episodios de la temporada 1, aunque sin acreditar)
- Samuel Vincent como Jerry, Sniffles y Kid
- Reece Thompson (temporada 1) y Chantal Strand (en adelante) como Nibbles
- Michael Donovan como Spike, Droopy (temporada 2) y Topsy
- Colin Murdock como Butch y Meathead
- Nicole Oliver como Mammy Two Shoes (también conocida como 'Mrs. Two Shoes' en la serie)
- Trevor Devall como Locutor de radio
- Carlos Alazraqui como Casper Lombardo
- Ben Diskin como Ghost 2
- Saffron Henderson como Playtpus Mother
- Ted Cole como Monkey
- Richard Newman como Narrador
- Kelly Sheridan como Miss Shapely
- Ashleigh Ball como Kangaroo Mother
- Maryke Hendrikse como Princess Alien Mouse
- Jennifer Hale como Kid 8, voces adicionales
- Ellie Harvie como Rhino Mother
- Marieve Herington como Kid 12, Princess, voces adicionales
- Masasa Moyo como Girl 1, voces adicionales
- Maxine Miller como Green Witch
- Ellen Kennedy como Purple Witch y Geraldine Mouse
- Jake D. Smith como Baby Mouse
- Cathy Weseluck como Thomasina
- Nicole Bouma como Little Girl
- Tabitha St. Germain como White Hero
- Cree Summer como Yellow Hero
- Ian James Corlett como Bunny
- Scott McNeil como Rocket Shop Owner
- David Kaye como Mauricio
- Garry Chalk como Head Lifeguard
- Maurice LaMarche como Frankenstein
- Peter Kelamis como Locutor de televisión
- Janyse Jaud como Kitty
- Michael Dobson como Male Kangaroo
- Sarah Chalke como Baby Mouse 2, voces adicionales
- Erica Luttrell como Pele
- John Payne como Buster
- Andrea Libman como Toodles Galore
- Brian Drummond como Joe Bear, voces adicionales
- Louis Chirillo como Lion, voces adicionales
- Tara Strong como Lioness 2
- Paul Dobson como Drummer Rat
- Kazumi Evans como voces adicionales
- Matt Hill como Locutor de la competencia de surf
- Chuck Huber como Bellhop
- Brigitte Bako como Lioness 3, voces adicionales
- Peter New como Tony the Greasy Pizza Guy
- Erin Fitzgerald como voces adicionales[cita requerida]
- Katie Crown como voces adicionales[cita requerida]
- Jeannie Elias como voces adicionales[cita requerida]

## Episodios
| Temporada | Temporada | Segmentos | Episodios | Episodios | Emisión original         | Emisión original    |
| Temporada | Temporada | Segmentos | Episodios | Episodios | Primera emisión          | Última emisión      |
| --------- | --------- | --------- | --------- | --------- | ------------------------ | ------------------- |
|           | 1         | 39        | 13        | 13        | 29 de junio de 2006      | 5 de mayo de 2007   |
|           | 2         | 39        | 13        | 13        | 22 de septiembre de 2007 | 22 de marzo de 2008 |

## Videojuegos
En noviembre de 2006, un videojuego basado en la serie fue lanzado para la Nintendo DS y Game Boy Advance. Desarrollado por Sensory Sweep Studios, fue publicado por Warner Bros. Interactive Entertainment y también publicado por Eidos Interactive (solo en Europa y Australia). El jugador juega como Jerry y trata de llegar a Tom en muchos problemas. Muchos personajes secundarios de la serie hacen cameos en el juego como el ratón robot femenino del corto "Hola, Robot".

## Transmisiones

### España
En España, fue emitida por Boomerang, La 2 y Clan.

### Latinoamérica
En Latinoamérica, fue emitida por Cartoon Network desde 2007 hasta 2015, también por Tooncast y por Boomerang.
En México, fue emitida por Canal 5. En Paraguay, fue emitida por Telefuturo. En El Salvador, fue emitida por Canal 2. En Uruguay, fue emitida por Teledoce.

## Calificación
A pesar de la frecuente violencia, está clasificado TV-Y. En Cartoon Network, está clasificado TV-Y7-FV.